# Neochen pugil
Neochen pugil — вимерлий вид гусеподібних птахів родини качкових (Anatidae). Скам'янілі рештки цього виду були знайдені данським палеонтологом Петером Вільгельмом Лундом в Бразилії, неподалік від Лагоа-Санти в штаті Мінас-Жерайс і описані Олуфом Вінге у 1888 році. Цей птахів був помітно більшим за сучасну гривасту каргарку.